# Paul Meister
Paul Meister (20 de enero de 1926-17 de diciembre de 2018) fue un deportista suizo que compitió en esgrima, especialista en la modalidad de espada. Participó en tres Juegos Olímpicos de Verano, obteniendo una medalla de bronce en Helsinki 1952 en la prueba por equipos.

## Palmarés internacional
| Juegos Olímpicos | Juegos Olímpicos     | Juegos Olímpicos  | Juegos Olímpicos   |
| Año              | Lugar                | Medalla           | Prueba             |
| ---------------- | -------------------- | ----------------- | ------------------ |
| 1952             | Helsinki (Finlandia) | Medalla de bronce | Espada por equipos |